# Anen
Anen o Aanen va ser un funcionari egipci de finals de la XVIII Dinastia.

## Biografia
Era fill de Yuya i Tjuyu i germà de la reina Tiy, Gran Esposa Reial del faraó Amenofis III. Sota el govern del seu cunyat, Anen es va convertir en el canceller del Baix Egipte, Segon Profeta d'Amon i Sacerdot Sem d'Heliòpolis, i va adquirir el títol de Pare Diví.
| aA · a | n · n · D55 |

| aA · a | n · n · D55 |

Existeix una estàtua seva que es conserva al Museu Egipci de Torí (núm. d'inv. 5484). Un uixebti seu es troba a La Haia. Les inscripcions dels monuments d'Anen no esmenten que era cunyat d'Amenofis III. Tanmateix, aquesta relació s'explica mitjançant una breu però clara referència a ell al fèretre de la seva mare Tjuyu, que afirma que el seu fill Anen era el Segon Profeta d'Amon.
És probable que morís abans de l'any 30 d'Amenofis III, ja que no apareix als textos relacionats amb el festival Sed del faraó. Durant l'última dècada del regnat d'Amenofis, un altre home, Simut, va prendre el lloc d'Anen com a Segon Profeta d'Amon. Simut havia estat anteriorment el Quart Profeta d'Amon.
Anen va ser enterrat a la tomba TT120 de la necròpolis tebana, a la riba esquerra del Nil, enfront de Tebes. El seu fill i les seves quatre filles estan representats a la seva tomba, però els seus noms no han sobreviscut.